# 昆士蘭現代美術館
昆士蘭現代美術館（英語：Queensland Gallery of Modern Art）是一座位於澳大利亞昆士蘭州布里斯本南岸的現代藝術博物館。

## 历史
於2006年12月2日開館營運。昆士蘭現代美術館總建築面積超過25,000平方米，最大的展覽畫廊為1,100平方米；建築由悉尼建築公司Architectus設計。

## 外部連結
维基共享资源上的相關多媒體資源：昆士蘭現代美術館
- Queensland Art Gallery and Queensland Gallery of Modern Art official website （页面存档备份，存于）